# Оскар (кинопремия, 1941)
13-я церемония награждения кинопремии «Оскар» прошла 27 февраля 1941 года в Лос-Анджелесе, Калифорния.

## Полный список номинантов и победителей

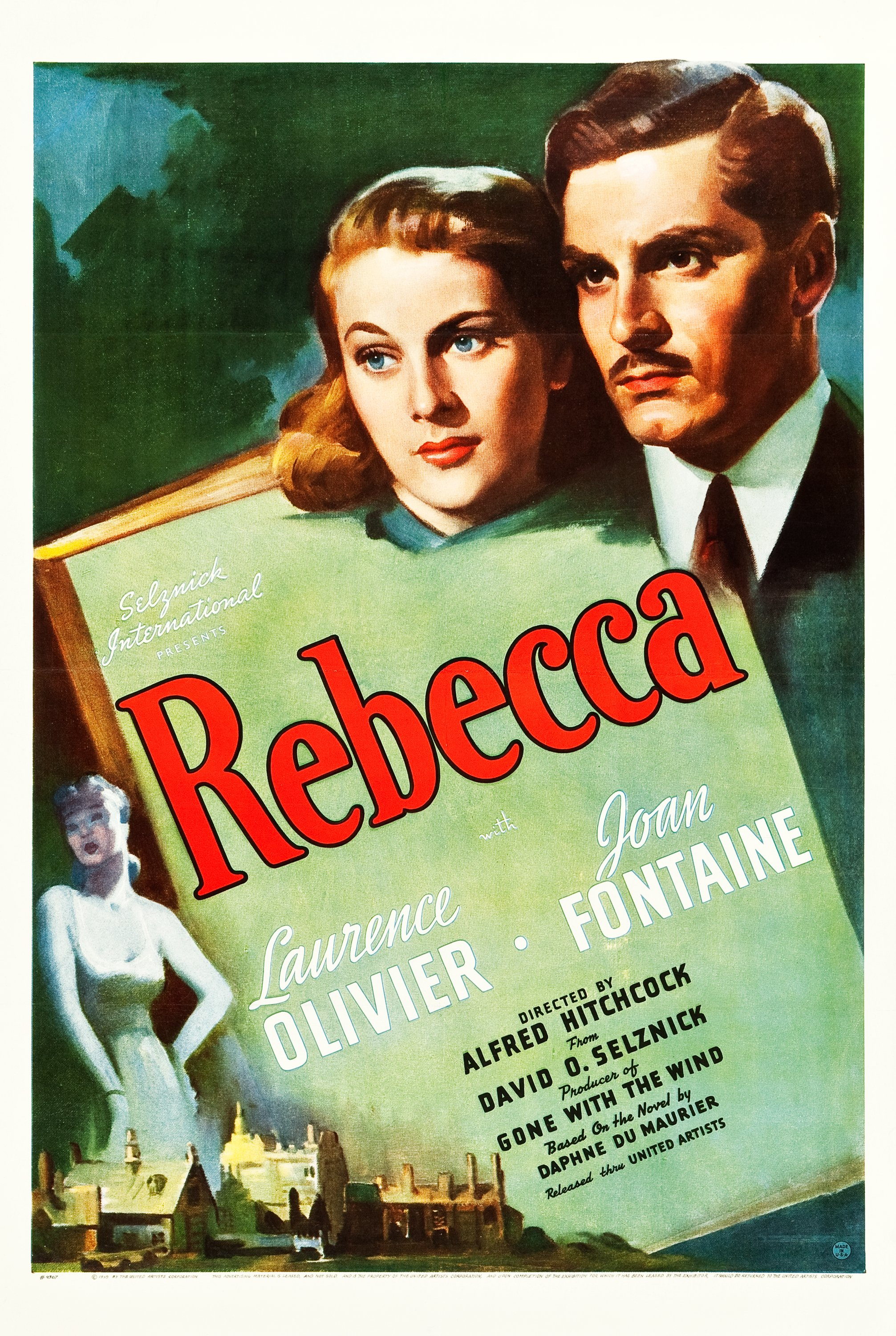
Постер к фильму «Ребекка»

Победители выделены жирным шрифтом.

### Лучший фильм
- «Ребекка»
  - «Великий диктатор»
  - «Всё это и небо в придачу»
  - «Гроздья гнева»
  - «Долгий путь домой»
  - «Иностранный корреспондент»
  - «Филадельфийская история»
  - «Китти Фойл»
  - «Наш городок»
  - «Письмо»

### Лучшая режиссёрская работа
- Джон Форд — «Гроздья гнева»
  - Джордж Кьюкор — «Филадельфийская история»
  - Альфред Хичкок — «Ребекка»
  - Сэм Вуд — «Китти Фойл»
  - Уильям Уайлер — «Письмо»

### Лучший актёр
- Джеймс Стюарт — «Филадельфийская история»
  - Чарли Чаплин — «Великий диктатор»
  - Генри Фонда — «Гроздья гнева»
  - Раймонд Мэсси — «Эйб Линкольн в Иллинойсе»
  - Лоренс Оливье — «Ребекка»

### Лучшая актриса
- Джинджер Роджерс — «Китти Фойл»
  - Бетт Дейвис — «Письмо»
  - Марта Скотт — «Наш городок»
  - Джоан Фонтейн — «Ребекка»
  - Кэтрин Хепбёрн — «Филадельфийская история»

### Лучший актёр второго плана
- Уолтер Бреннан — «Человек с Запада»
  - Альберт Бассерманн — «Иностранный корреспондент»
  - Уильям Гарган — «Они знали, чего хотели»
  - Джек Оуки — «Великий диктатор»
  - Джеймс Стивенсон — «Письмо»

### Лучшая актриса второго плана
- Джейн Дарвелл — «Гроздья гнева»
  - Джудит Андерсон — «Ребекка»
  - Рут Хасси — «Филадельфийская история»
  - Барбара О’Нил — «Всё это и небо в придачу»
  - Марджори Рэмбю — «Путь наслаждений»

### Лучший оригинальный сценарий
- «Великий Макгинти» — Престон Стёрджес
  - «Великий диктатор» — Чарли Чаплин
  - «Иностранный корреспондент» — Чарльз Беннетт, Джоан Харрисон
  - «Магическая пуля доктора Эльриха» — Норман Бернстайн, Хайнц Хералд, Джон Хьюстон
  - «Ангелы над Бродвеем» — Бен Хект

### Лучший адаптированный сценарий
- «Филадельфийская история» — Дональд Огден Стюарт
  - «Гроздья гнева» — Наннэлли Джонсон
  - «Китти Фойл» — Дональд Огден Стюарт, Далтон Трамбо
  - «Долгий путь домой» — Дадли Николс
  - «Ребекка» — Роберт Шервуд, Джоан Харрисон

### Лучший оригинальный сюжет
- «Воскресни, любовь моя» — Бенджамин Глейзер, Джон Толди
  - «Товарищ Икс» — Уолтер Райш
  - «Эдисон — человек» — Хьюго Батлер, Дор Шэри
  - «Моя любимая жена» — Лео Маккэри, Белла Спевак, Сэмюэл Спевак
  - «Человек с Запада» — Стюарт Лейк

### Лучшая работа художника-постановщика
Чёрно-белый фильм
- «Гордость и предубеждение» — Седрик Гиббонс, Пол Гроусс
  - «Воскресни, любовь моя» — Ханс Драйер, Роберт Ашер
  - «Аризона» — Лайонел Бэнкс, Роберт Петерсон
  - «Парни из Сиракуз» — Джек Оттерсон
  - «Зов крови» — Джон Виктор Маккей
  - «Иностранный корреспондент» — Александр Голицын
  - «Ребекка» — Лайл Р. Уилер
  - «Лиллиан Расселл» — Ричард Дэй, Джозеф Райт
  - «Моя любимая жена» — Ван Нест Полглас, Марк-Ли Кирк
  - «Мой сын, мой сын!» — Джон ДюКассе Шульц
  - «Наш городок» — Льюис Дж. Рахмил
  - «Морской ястреб» — Антон Грот
  - «Человек с Запада» — Джеймс Бэйзви

Цветной фильм
- «Багдадский вор» — Винсент Корда
  - «Северо-западная конная полиция» — Ханс Драйер, Роланд Андерсон
  - «Down Argentine Way» — Ричард Дэй, Джозеф Райт
  - «Горькая сладость» — Седрик Гиббонс, Джон С. Детлай

### Лучшая операторская работа
Чёрно-белый фильм
- «Ребекка» — Джордж Барнс
  - «Эйб Линкольн в Иллинойсе» — Джеймс Вонг Хау
  - «Всё это и небо в придачу» — Эрнест Хэллер
  - «Иностранный корреспондент» — Рудольф Мате
  - «Шумный город» — Гарольд Россон
  - «Мост Ватерлоо» — Джозеф Руттенберг
  - «Долгий путь домой» — Грегг Толанд
  - «Воскресни, любовь моя» — Чарльз Лэнг
  - «Письмо» — Тони Гаудио
  - «Весенний вальс» — Джозеф Валентайн

Цветной фильм
- «Багдадский вор» — Жорж Периналь
  - «Северо-западная конная полиция» — Виктор Милнер, У. Говард Грин
  - «Down Argentine Way» — Рэй Реннахан, Леон Шамрой
  - «Горькая сладость» — Оливер Т. Марш, Аллен Дэйви
  - «Синяя птица» — Артур Чарльз Миллер, Рэй Реннахан
  - «Проход на северо-запад» — Сидни Вагнер, Уильям Сколл

### Лучший звук
- «Играйте, музыканты»
  - «Китти Фойл»
  - «Гроздья гнева»
  - «Говарды из Вирджинии»
  - «Северо-западная конная полиция»
  - «Весенний вальс»
  - «Наш городок»
  - «Морской ястреб»
  - «Слишком много мужей»
  - «Behind the News»
  - «Captain Caution»

### Лучшая оригинальная музыка к фильму
- «Пиноккио»
  - «Аризона»
  - «Великий диктатор»
  - «Зов крови»
  - «Знак Зорро»
  - «Северо-западная конная полиция»
  - «Говарды из Вирджинии»
  - «Письмо»
  - «Долгий путь домой»
  - «Моя любимая жена»
  - «Багдадский вор»
  - «Мост Ватерлоо»
  - «Наш городок»
  - «Ребекка»
  - «Миллион лет до нашей эры»
  - «The Fight for Life»
  - «Дом о семи фронтонах»

### Лучшая песня к фильму
- «When You Wish upon a Star» — «Пиноккио»
  - «Down Argentine Way» — «Down Argentine Way»
  - «I’d Know You Anywhere» — «Вы узнаете»
  - «It’s a Blue World» — «Музыка в сердце моём»
  - «Love of My Life» — «Второй хор»
  - «Over Forever» — «Ритм на реке»
  - «Our Love Affair» — «Играйте, музыканты»
  - «Waltzing in the Clouds» — «Весенний вальс»
  - «Who Am I?» — «Хит парад 1941-го года»

### Саундтрек
- «Тин Пэн Элли»
  - «Морской ястреб»
  - «Наш городок»
  - «Играйте, музыканты»
  - «Весенний вальс»
  - «Воскресни, любовь моя»
  - «Второй хор»
  - «Хит парад 1941-го года»
  - «Ирен»

### Лучший монтаж
- «Северо-западная конная полиция»
  - «Гроздья гнева»
  - «Письмо»
  - «Долгий путь домой»
  - «Ребекка»

### Лучшие спецэффекты
- «Багдадский вор» — Лоуренс Батлер, Джек Уитни
  - «Синяя птица»
  - «Шумный город»
  - «Парни из Сиракуз»
  - «Доктор Циклопус»
  - «Иностранный корреспондент»
  - «Человек-невидимка возвращается»
  - «Долгий путь домой»
  - «Миллион лет до нашей эры»
  - «Ребекка»
  - «Морской ястреб»
  - «Швейцарская семья Робинзонов»
  - «Тайфун»
  - «Женщины на войне»

### Лучший анимационный короткометражный фильм
- «The Milky Way»
  - «Puss Gets the Boot»
  - «A Wild Hare»

### Лучший короткометражный фильм
- «Quicker’n a Wink»
  - «London Can Take It»
  - «More about Nostradamus»
  - «Siege»

### Лучший короткометражный фильм, снятый на две бобины
- «Teddy the Rough Rider»
  - «Eyes of the Navy»
  - «Service with the Colors»

### Награда за выдающиеся заслуги
- Боб Хоуп — за бескорыстное сотрудничество с киноиндустрией;
- Полковник Натан Левинсон — за создание военно-учебных лент.

## Интересные факты
- Впервые имена всех лауреатов держались в тайне вплоть до проведения церемонии.
- Президент Франклин Рузвельт обратился к присутствующим на церемонии с шестиминутным посланием посредством радиотрансляции. Таким образом, именно в этом году американский президент впервые принял участие в мероприятии.